# Petros Giakoumakīs
Petros Giakoumakīs (in greco Πέτρος Γιακουμάκης?; Creta, 3 luglio 1992) è un calciatore greco, attaccante del Nikī Volo.

## Carriera
Nel 2014 ha esordito nella prima divisione greca col Levadeiakos.
Esordisce nel Punjab il 16 gennaio 2025, entrando al 63' al posto di Luka Majcen nella sfida pareggiata 1-1 contro il Mumbai City.